# Västernorrlands Allehanda
Västernorrlands Allehanda, VA, var et dagblad fra Härnösand, og udkom første gang i 1874. Fra 1884 udkom den fire dage om ugen og fra 1894 seks dage om ugen. Ejeren af konkurrenten Ångermanlands Nyheter købte i 1953 VA og nedlagde Ångermanlands Nyheter. I forbindelse med dette fik VA moderat partifarve. 1964 skiftede avisen til tabloidformat.
I år 2000 opgik VA i Tidningen Ångermanland, da den blev lagt sammen med Nya Norrland.